# Michael Sweeney
Michael Sweeney (1952) is een Amerikaans componist, arrangeur en muziekpedagoog.

## Biografie
Sweeney studeerde aan de Indiana University in Bloomington compositie en muziekpedagogiek. Aansluitend was hij vijf jaren docent aan de openbare scholen in Ohio en Indiana, waar hij ook dirigent van de harmonieorkesten was en veel succes beleefde. 
Sinds 1982 werkt hij als componist, arrangeur en directeur van de publicaties voor harmonieorkesten bij de muziekuitgever Hal Leonard Corporation in Milwaukee, Wisconsin. Hij schrijft als componist voor vele genres, bijzonder voor jeugd-harmonieorkesten en jazz-bands. Tot nu heeft hij meer dan 500 werken op zijn naam staan. In 1992 won hij met zijn werk Imperium en in 1994 met Ancient Voices de prijs van de American Society of Composers, Authors and Publishers (ASCAP). Eveneens is hij een veelgevraagd jurylid bij concoursen.

## Composities

### Werken voor harmonieorkest
- 1989 Blast from the Past
- 1989 Deck the Hall
- 1989 Dixieland Bash
- 1989 Kokomo
- 1992 Imperium
- 1994 Ancient Voices
- Amy Grant in Concert
- Band on Parade
- Bandroom Boogie
- Beyond The Seven Hills
- Black Forest Overture
- Bring on Da Band
- Cayuga Lake Overture
- Christmas Joy
- Cool Blues
- Corinthium
- Crossings In Time
- Dialogues, voor harmonieorkest
- Distant Horizons
- Distant Thunder Of The Sacred Forest
- Drums Of Corona
- Down By The Salley Gardens
- Equinox - Gershwin Classics
- Fires of Mazama
- Gallant March
- Gates Of Orion
- Gathering in the Glen
- Half Moon on the Hudson
- High Water Mark: The Third Day
- Jus' Plain Blues
- Kinesis
- Knights Of Destiny
- Lament And Tribal Dances
- Legends In The Mist
- Let's Rock
- Lincoln Legacy
- March of the Romans
- Monmouth Overture
- Mystic Dance
- On The Wings Of Swallows
- Out Of The Shadows
- Pantheon
- Pegasus (Wings Of Majesty)
- Pop and Rock Legends: Music of "The Beatles"
- Port O' Call
- River Of The Ancients
- Rumble on the High Plains
- Sax Attack
- Silverbrook
- Southern Folk Rhapsody
- Spirit of Avalon
- Strike Force
- The Forge Of Vulcan
- The Groovemeister
- The Royal Tower
- Turbo Rock
- T.W.A. (Trumpets With Attitude)
- Valley of Fire
- Variants on an American Hymn
- When Drummers Take Over The World
- Where the Sun Breaks Through the Mist
- Wilderness Scenes (from «The Journal Of Discovery»)
- Year of the Dragon

- Library of Congress Control Number: nr00026006
- MusicBrainz: e9be35a1-d43c-4ab3-b31e-c256d420d3a0
- Nationale Bibliotheek van Tsjechië: kv2011618623
- Système universitaire de documentation: 172637023
- Virtual International Authority File: 104836152